# Legamento di sospensione dell'ovaia
Nell'anatomia femminile il legamento di sospensione dell'ovaia, chiamato anche legamento 
infundibulopelvico o legamento sospensore dell'ovaia, si ritrova vicino all'ovaio e lo unisce al pavimento pelvico.

## Anatomia
È il reale mezzo di fissità dell'ovaio. Costituito da una lamina connettivale, contenente miocellule, che avvolge i vasi e i nervi ovarici destinati al peduncolo dell'organo. Forma un evidente rilievo nel peritoneo della fossa iliaca e, portandosi avanti e medialmente, incrocia lo stretto superiore del bacino e i vasi iliaci esterni per raggiungere poi l’estremità superiore del margine anteriore dell’ovaio.